# Upper Heyford (Oxfordshire)
Upper Heyford è un villaggio e parrocchia civile dell'Inghilterra, appartenente alla contea dell'Oxfordshire.